# Древлеправославная старопоморская церковь федосеевского согласия
Древлеправославная старопоморская церковь федосеевского согласия (ДСЦФС) — религиозное объединение старообрядцев федосеевского (старопоморского) согласия.
Беспоповское федосеевское согласие сформировалось в XVII веке под руководством Феодосия Васильева (1661—1711). Церковь рассматривает себя как продолжение изначальной Русской церкви, существовавшей до реформ патриарха Никона.
Шагом к учреждению старопоморской централизованной религиозной организации на современном этапе было предложение в 1995 году Московской преображенской общины о создании координационного органа — «Совета Православно-кафолической церкви России (федосеевцев)». В 2011 году Казанская федосеевская община также заявила о намерении создать, совместно с московской преображенской общиной и другими федосеевцами, «Российский 
Совет христиан старопоморского федосеевского согласия».
Непосредственно церковь была создана и зарегистрирована в Москве в 2014 году. Церковное управление расположилось на территории Преображенской федосеевской общины в районе Преображенское, Восточного административного округа города Москвы. Там же находится главный соборный храм — Церковь Воздвижения Креста Господня на Преображенском кладбище (Крестовоздвиженская часовня). Председатель — Константин Викторович Кожев. Во главе отдельных общин, распространённых в основном в европейской части России, стоят духовные наставники. Ряд федосеевских общин по традиции сохраняют автономный статус либо действуют без государственной регистрации. Издаётся церковный календарь.
ДСЦФС совместно с другими старообрядческими церквями стала учредителем в 2018 году Благотворительного Фонда поддержки и содействия старообрядчеству (Древлеправославию) «Правда Русская».